# 海淀黄荘駅
海淀黄荘駅（かいでんこうそうえき）は、中華人民共和国北京市海淀区にある北京地下鉄の駅。

## 利用可能な鉄道路線
- 北京市地鉄運営（北京地下鉄）
  - ■10号線
- 北京京港地鉄（北京地下鉄）
  - ■4号線

## 駅構造
- ■10号線
  - 相対式ホーム1面2線の地下駅。
- ■4号線
  - 島式ホーム2面2線の地下駅。
    - いずれもホームドア設置。出入り口は6箇所。

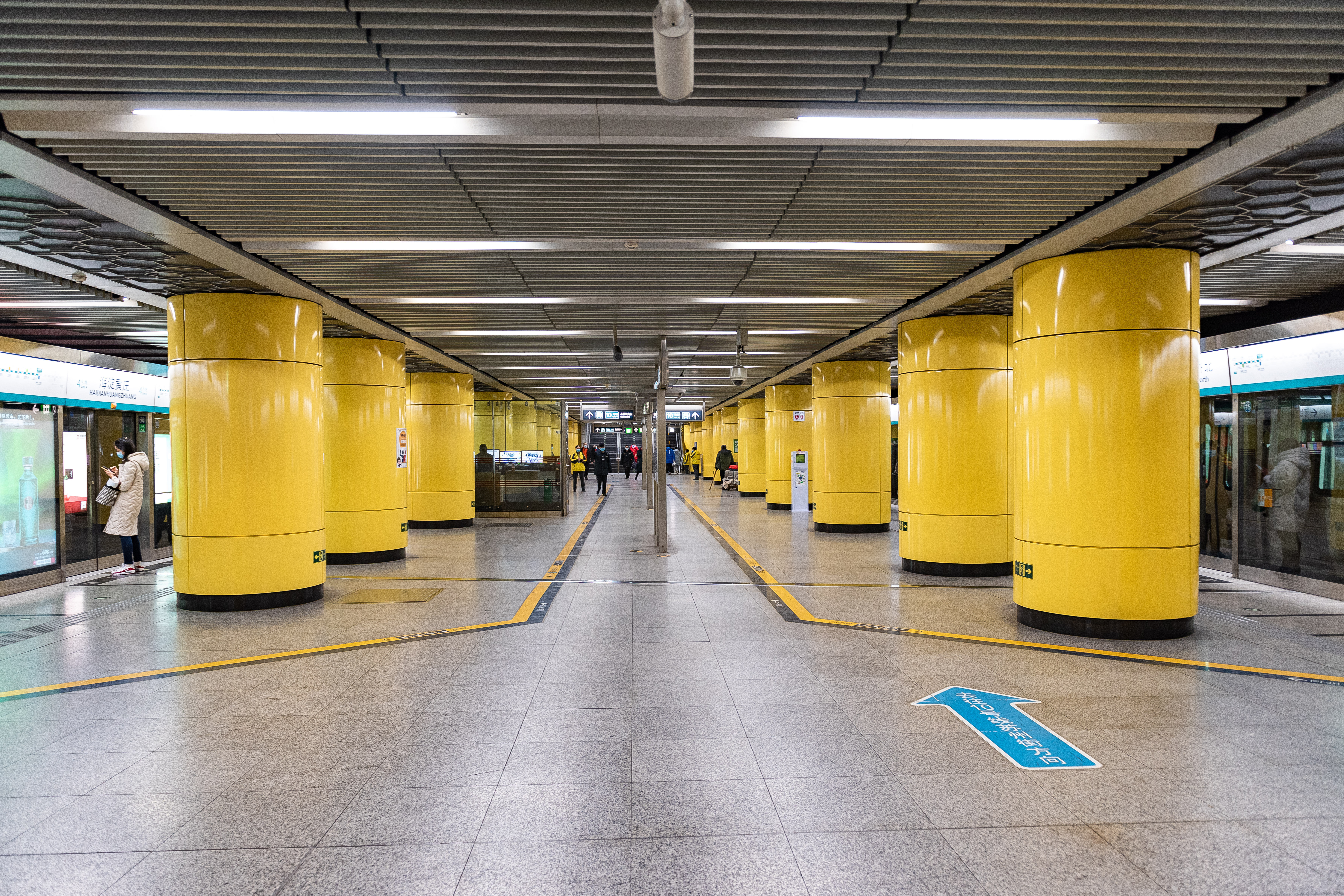
4号線ホーム
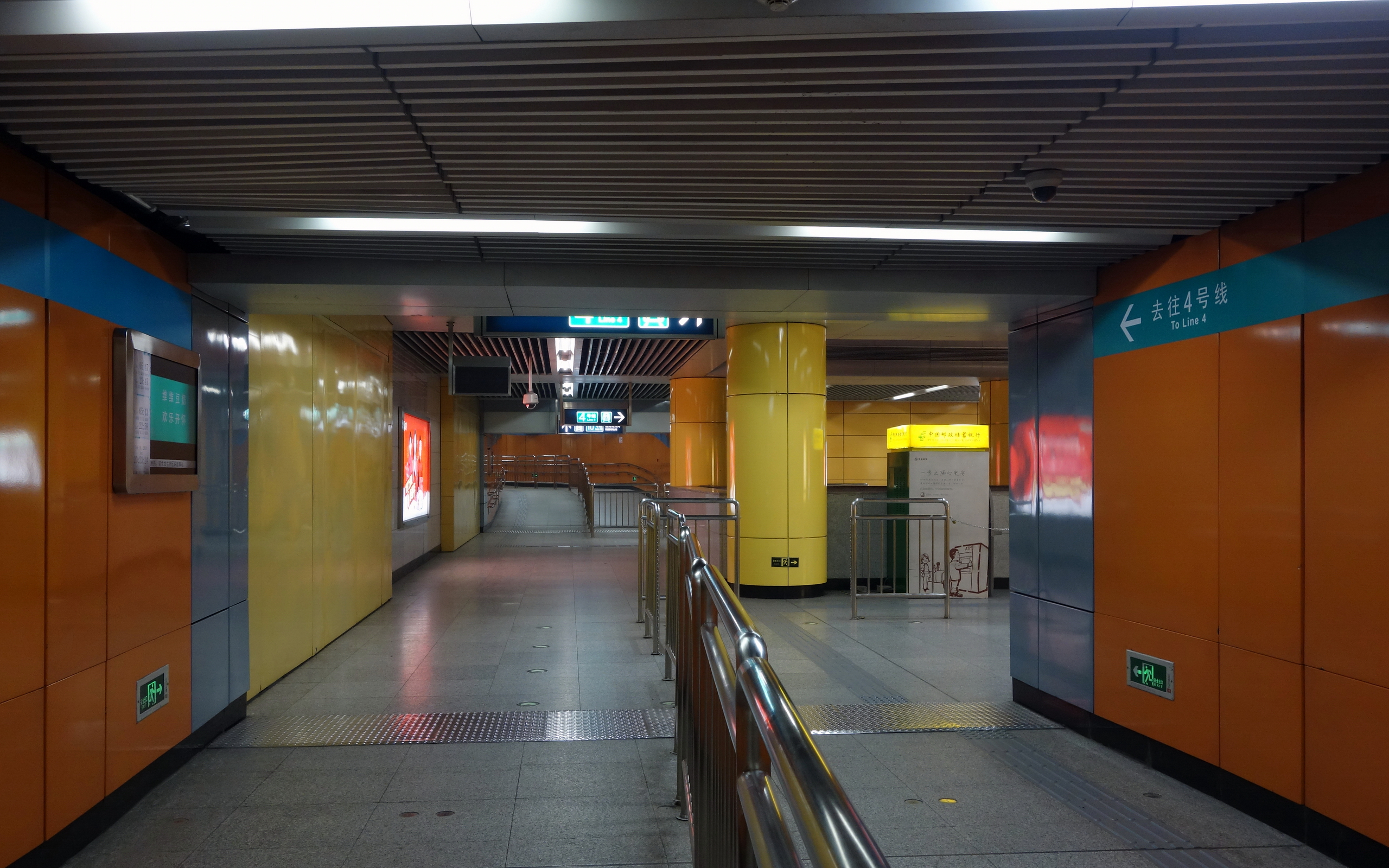
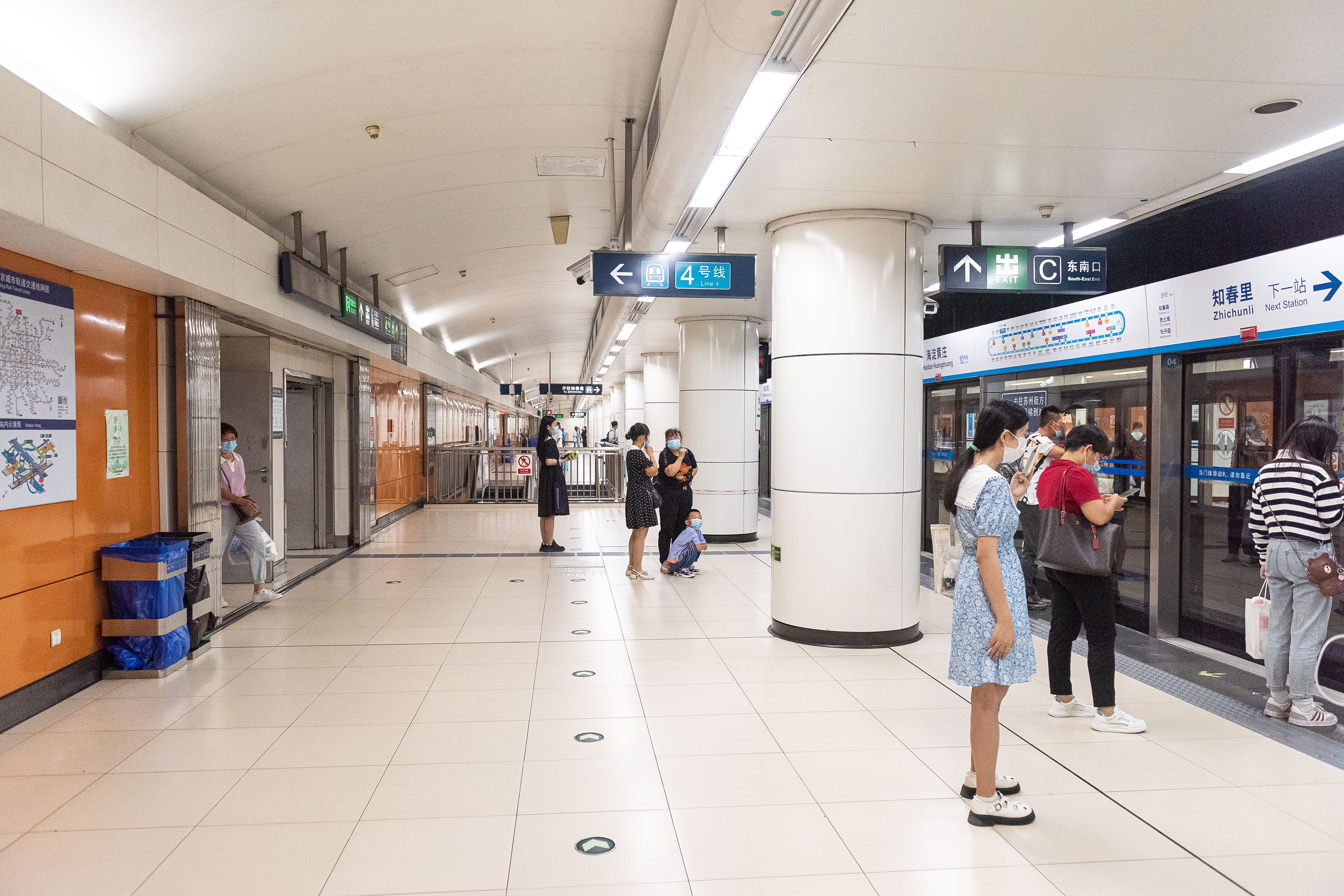
10号線ホーム

## 歴史
- 2008年7月19日 - 10号線開業と共に開業。
- 2009年9月28日 - 4号線が開業し当駅に接続。

## 隣の駅
北京地下鉄
■10号線
蘇州街駅 - 海淀黄荘駅 - 知春里駅
■4号線
人民大学駅 - 海淀黄荘駅 - 中関村駅
座標: 北緯39度58分29秒 東経116度18分42秒 / 北緯39.9747度 東経116.31153度